# مايكل ويلكس (لاعب بولينغ)
مايكل ويلكس (بالإنجليزية: Michael Wilks)‏ هو لاعب بولينغ أسترالي، ولد في 14 ديسمبر 1973.